# Феме
Фе́ме або Фама (грец. Φημη, Pheme — чутка, поголос) — за Гесіодом — богиня чуток, поголосу та репутації. В Афінах був вівтар Феме. Описана Гомером та Гесіодом, згадується в «Іліаді» та «Одіссеї».
Овідій писав, що богиня Чутка мешкала між землею, морем та небом, на межі трьох царств природи. Зі свого палацу з міді, з великою кількістю отворів, на вершині гори, чула кожен звук. На ґанку її можна було зустріти велику кількість людей, жадібних до чуток, що наповнювали приміщення звуком, схожим на шум морських хвиль. Тут юрмились тисячі поголосків, наполовину правдивих, напівбрехливих і про все богиня Чутка знала, про все намагалась довідатись.
На честь богині названо астероїд 408 Фама, відкритий 1895 року.